# Eddumailaram
Eddumailaram è una suddivisione dell'India, classificata come census town, di 13.584 abitanti, situata nel distretto di Medak, nello stato federato del Telangana. In base al numero di abitanti la città rientra nella classe IV (da 10.000 a 19.999 persone).

## Società

### Evoluzione demografica
Al censimento del 2001 la popolazione di Eddumailaram assommava a 13.584 persone, delle quali 6.999 maschi e 6.585 femmine. I bambini di età inferiore o uguale ai sei anni assommavano a 1.818, dei quali 1.000 maschi e 818 femmine. Infine, coloro che erano in grado di saper almeno leggere e scrivere erano 10.416, dei quali 5.734 maschi e 4.682 femmine.